# John Forbes (velejador)
John Forbes (Sydney, 29 de janeiro de 1970) é um velejador australiano, medalhista olímpico. Ele competiu nos Jogos Olímpicos de Verão de 2000 na classe Tornado e conquistou a medalha de prata, ao lado de Darren Bundock. Oito anos atrás, nos Jogos Olímpicos de Verão de 1992, conseguiu o bronze nesta mesma classe, desta vez com Mitch Booth.
Ele conheceu a navegação de catamarã em nível internacional aos 12 anos. Ele e seu pai Bob foram para os EUA para competir no Campeonato Norte-Americano Nacra 5.2 em 1982, onde ficaram em quarto lugar. Forbes ganhou sete campeonatos mundiais, quatro campeonatos europeus e dez campeonatos australianos. Ele foi eleito Velejador Australiano do Ano quatro vezes (91/92, 01/02, 02/03 e 03/04) e também é bolsista do Australian Institute of Sport.